# El Convivio
El Convivio, más conocido como Segunda Escuela de Vallecas, fue una experiencia artística pictórico-poética desarrollada en Madrid entre 1939 y 1942. Fue concebido en su origen como "místico experimento de arte", impulsado y acaudillado por el pintor manchego Benjamín Palencia, impulsor junto al escultor Alberto de la primitiva Escuela de Vallecas, anterior a la guerra civil española. Tuvo como principales seguidores a Francisco San José como nuevo escudero de Palencia, el apoyo inicial de Castellanos y el cubista Díaz Caneja, y una fiel infantería de estudiantes de San Fernando, Álvaro Delgado Ramos, Carlos Pascual de Lara, Gregorio del Olmo, Enrique Núñez Castelo, y la presencia más intempestiva de Cirilo Martínez Novillo y Luis García-Ochoa. Como en el primitivo colectivo, el escenario y personajes fueron el pueblo de Vallecas, sus habitantes y los descampados, en el extrarradio de un Madrid marcado por la posguerra española.
Aquel equipo de jóvenes hambrientos de arte nuevo –y de "comida simple y pura"–, bautizado con el giottesco nombre de El Convivio, se disolvió por "inanición" hacia 1942, dejando en su rastro la cantera y embrión de lo que se llamaría Escuela de Madrid.